# Jégvulkán
A jégvulkánok, vagy más néven kriovulkánok olyan vulkanikus képződmények, melyek a közismert olvadt kőzetek (magma) helyett illékony anyagokat – mint például víz, metán, vagy ammónia – lövellnek ki kitöréseik során. Ezt a kilövellt anyagot összefoglaló néven kriomagmának, vagy más megnevezéssel jég-vulkanikus olvadéknak nevezzük, amelyek általában folyadékokból állnak és más folyadékokban megközelítőleg felhőket formáznak, vagy ténylegesen a légtérben pára formában jelennek meg. A kilövellés után a kriomagma megszilárdul az alacsony környezeti hőmérséklet következtében. A jégvulkánok elsősorban vízjégből álló, úgy nevezett "jégholdakon", vagy más nagyon alacsony hőmérsékletű csillagászati képződmények felszínén találhatók meg (például ilyenek a Kuiper-öv objektumai is).

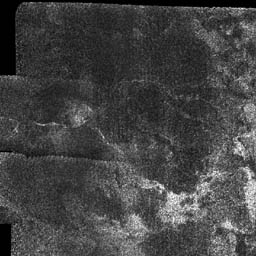
A Genesha Macula

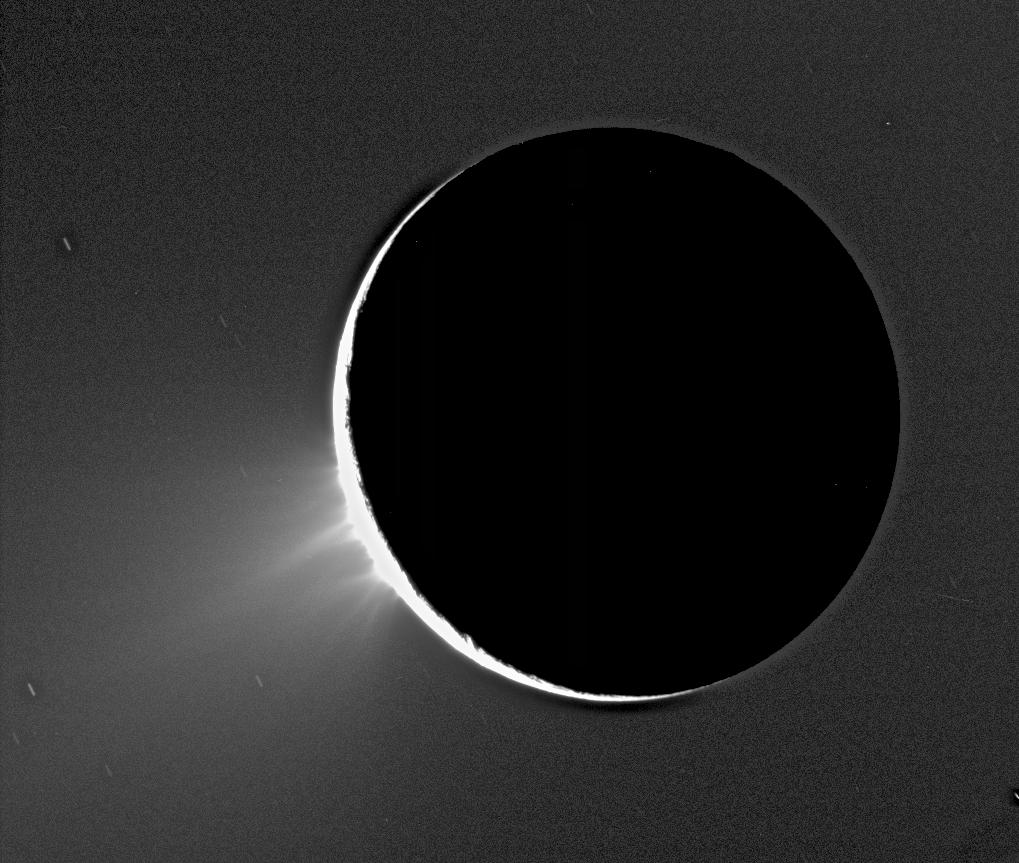
Az Encaladus hold kitörései

A kitörésekhez szükséges energiát az égitest felszínét borító folyékony halmazállapotú folyadéktengerek árapály-jelenségei biztosítják. Más esetekben a folyékony anyagok tengere felett húzódó szilárd felszín átlátszó részei prizmaként gyűjtik össze a napsugárzásból származó hőt, amely helyi üvegházhatáshoz vezet, amelynek következtében a megnövekedő hőmérséklet az anyagok tágulásához vezet, ami kiváltja a kitörést. 
Néhány feltételezés szerint a Kuiper-övben található 50000 Quaoar égitest felszínén is voltak a régmúltban ilyesféle kitörések. A radioaktív bomlás szintén generálhat annyi energiát, amennyi a kitörések létrejöttéhez szükséges. A jégvulkánok kilövellhetnek olyan anyagelegyeket, mint például a víz-ammónia keverék, ami -95 °C-on olvad és a vulkán felszínére érve azonnal megfagy.

## Megfigyelések
Az első jégvulkánokat 1989-ben a Voyager–2-es űrszonda fedezte fel a Neptunusz bolygó Triton holdjának felszínén. 2005. november 25-én a Cassini–Huygens űrszonda gejzíreket fedezett fel a Szaturnusz bolygó Enceladus holdján. Közvetett bizonyíték van arra, hogy jégvulkanikus tevékenység folyik az Europa, a Titan, a Ganymedes és a Miranda holdak felszínén. A Titan felszínén megfigyelt és lencsevégre kapott jégvulkánok az eddigi legjobb bizonyítékok a jégvulkanikus tevékenységre. A kriovulkanizmus folyamatainak egyik legjobb bizonyítéka, hogy nagy mennyiségű metán található a Titán légkörében. 2007-ben a Gemini Observatory ammónia-hidrát és vízkristályok jelenlétét fedezte fel a Pluto törpebolygó Charon holdján, ami szintén a feltételezett jégvulkanikus tevékenység eredménye lehet.

## Fordítás
Ez a szócikk részben vagy egészben  a   Cryovolcano című angol Wikipédia-szócikk ezen változatának fordításán alapul.  Az eredeti cikk szerkesztőit annak laptörténete sorolja fel. Ez a jelzés csupán a megfogalmazás eredetét és a szerzői jogokat jelzi, nem szolgál a cikkben szereplő információk forrásmegjelöléseként.